# 鹿角翼龍
鹿角翼龍（屬名：Puntanipterus）是翼龍目翼手龍亞目的一屬，可能屬於準噶爾翼龍科，化石是在1972年發現於阿根廷聖路易省的La Cruz組地層，地質年代為晚侏儸紀到早白堊紀。
鹿角翼龍的正模標本（編號PVL 3869）包含一個脛跗骨與腓骨。脛跗骨的長度為10.5公分，腓骨的長度為7公分。除此之外，還發現一節背椎、一個翼部骨頭、與腳部趾骨。
鹿角翼龍的腳部骨頭被敘述成類似南翼龍（發現於稍年輕的岩層），但鹿角翼龍的踝部擁有球形關節，脛骨末端的前後側都有刺狀突。
在1975年，阿根廷古生物學家何塞·波拿巴、Teresa Sánchez將這些化石進行敘述、命名，模式種是P. globosus。屬名裡的Puntanos是聖路易省的舊名，是以原住民Puntano族為名；種名在拉丁文意為「球形的」，意指脛骨下端的形狀。
在1978年，約瑟·波拿巴將鹿角翼龍歸類於南方翼龍科。同年，彼得·沃爾赫費爾（Peter Wellnhofer）將鹿角翼龍歸類於翼手龍亞目的分類未定屬。在1980年，彼得·加爾東（Peter Galton）將其歸類於準噶爾翼龍科。在彼得·沃爾赫費爾所著的書籍「The Illustrated Encyclopedia of Pterosaurs」第七版中，鹿角翼龍被分類於準噶爾翼龍科。
鹿角翼龍、南翼龍的化石發現於相同地層，而南翼龍的化石多經過擠壓變形，造成鑑定上的困難。根據少數腳部化石碎片，鹿角翼龍、南翼龍的腳部化石有相同處。
在2004年，Glut認為鹿角翼龍是南翼龍的一個次同物異名。在翼龍類專家大衛·昂文（David Unwin）的2006年書籍《The Pterosaurs: From Deep Time》中，則將鹿角翼龍列為一個未確定分類關係的可能有效種。

## 外部連結
- Puntanipterus in The Pterosaur Database
- Puntanipterus in The Pterosauria